# Принципы исчисления бесконечно малых
«Принципы исчисления бесконечно малых» — книга Рене Генона, опубликованная в 1946 году, в которой он противопоставляет так называемые «священные науки» (науки, основанные на трансцендентных принципах и изучающие определённую область с сознательным сохранением связи с источником всех вещей и служащие опорой для духовного созерцания) и так называемые «мирские науки» (науки, ориентированные только на материальные приложения). В данной книге в качестве примера рассматривается исчисление бесконечно малых.
Книга является результатом диссертации Генона по философии науки, которую он представил профессору Гастону Милхауду в 1916 году, сосредоточившись на работах Лейбница по математике.

## Цель книги

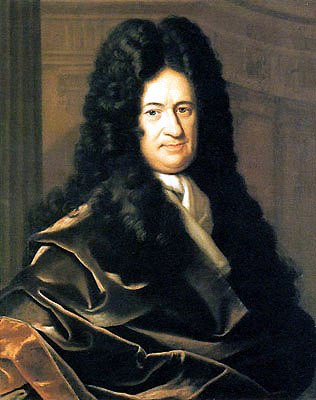
Готфрид Вильгельм Лейбниц, согласно Генону, обладал знаниями в области схоластики и получил знания от розенкрейцеров.

Цель книги состояла в том, чтобы показать, как можно связать науку, в данном случае математику, а именно исчисление бесконечно малых, с трансцендентными принципами, с которыми она потеряла связь, сделать её опорой для духовного созерцания и подчеркнуть различие между «наукой священной» и «наукой профанной». Генон декларировал, что современная наука и промышленность несовместимы с традиционным миром. Точки зрения «мирской науки» и «науки священной» несовместимы и даже противоречат друг другу. «Священная наука» не отрицает относительную истинность физики, химии, астрономии и т. д. и относительную ценность рационального описания различных явлений, но рассматривает эти явления в зависимости от их трансцендентной причины.
Генон подчёркивает неправильность, по его мнению, того, что «мирская наука»:
- считает себя вполне самостоятельной, претендующей на обоснованность при отсутствии каких-либо внешних по отношению к себе отсылок
- отрицает все, что находится за пределами материального плана, и отрицает область сверхразумного или считает его непознаваемым.

Сверхрациональное для Генона относится не к иррациональному (что соответствует области инфрарационального), а к тому, что выходит за пределы разума и его обосновывает. Генон отмечает парадокс людей науки, гордящихся своим агностицизмом, что равнозначно кичиться своим невежеством (агностик означает этимологически невежественный). «Светская наука», по его мнению, целиком ориентирована на практические приложения, особенно промышленные. Генон утверждает, что отрезая от себя принцип трансцендентности, наука становится «безумной наукой», замыкаясь в мире перемен без какой-либо фиксированной точки и производя «машины», в частности оружие, все более неуправляемое: он предсказал неизбежное появление продуктов науки, которые могут уничтожить целый континент . Генон описывает «светскую науку» как невежественное знание, добровольно располагающее себя на низшей ступени реальности. Он не отрицает практической эффективности современной науки, но утверждает, что проверка фактами не говорит об истинности теории, потому что всегда можно найти несколько теорий, с помощью которых факты могут быть одинаково хорошо объяснены, поэтому можно только исключить определённые гипотезы, но никогда не прийти к достоверности.
Математическая символика играет важную роль в творчестве Генона. Его отец был архитектором, и сам Генон учился в подготовительном классе по элементарной математике. В этот период у него преподавал Альберт Леклер в качестве профессора философии, оказавший, по словам Жан-Пьера Лорана, определённое влияние на Генона, в частности, на его концепции математики. В книге «Принципы исчисления бесконечно малых» Генон сосредоточился на работах Лейбница по математике, считая, что эти работы находились на переходе от «священной науки» к «профанной науке», так как, согласно Генону, Лейбниц обладал знаниями в области схоластики и получил знания от розенкрейцеров.

## Сакральный символизм и современный конвенционализм в математике
Генон сосредотачивается на математическом понятии предела, центральном понятии исчисления бесконечно малых как для дифференциального исчисления, так и для интегрального исчисления, а также на понятии бесконечно малая, введенном Лейбницем.

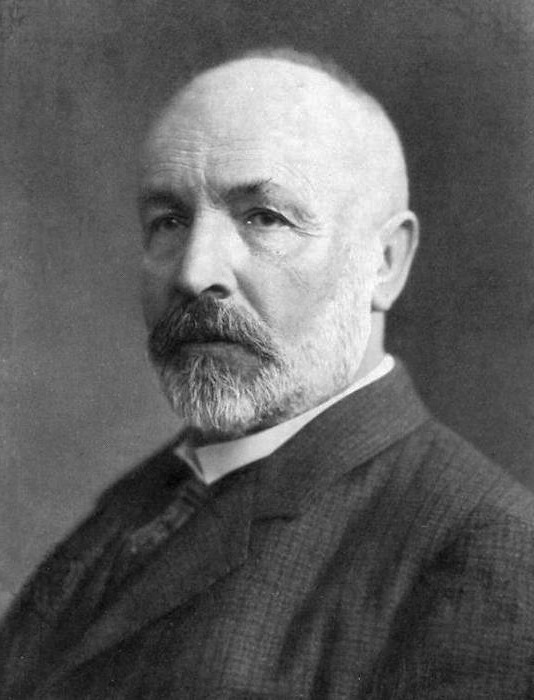
Георг Кантор, математик, введший понятие порядковые числа, которое критикует Генон

Генон показывает, как много математических понятий отрезаны от своего символического значения и от своей связи с трансцендентным измерением, что привело к обобщенному конвенционализму, который ведёт к многочисленным практическим приложениям, но ценой потери смысла. Генон опирается на введенный им самим смысл понятия «Бесконечность», описанный в его работе «Множественные состояния бытия», подчеркивая, что истинная «Бесконечность» не имеет частей и не имеет общей меры с конечным. По его мнению, то, что в математике обозначается термином бесконечное, есть как раз лишь расширение конечного настолько, насколько мы можем его себе представить. И предела невозможно достичь исходя именно из этого определения. Конечное в метафизике— синоним ограниченного, следовательно из конечного может возникнуть только неопределенное. «Бесконечность Генона», напротив, не имеет общей меры с конечным и лишено всякого предела . Генон отмечает, что математический символ, обозначающий бесконечность, {\displaystyle {\infty }}, является, кроме того, замкнутой фигурой и, следовательно, явно конечной.
Закон образования чисел (множество натуральных целых чисел, за исключением 0) ряда: 1, 2, 3, …, {\displaystyle n}, … строится добавлением единицы к каждому члену ряда, следовательно речь идет о чём-то ясно определённом . Этот ряд неопределенный в том смысле, что к любому числу всегда можно будет добавить единицу. Неопределенное всегда предполагает известное определение, идет ли речь о протяженности, длительности, делимости или о какой-либо другой возможности. Неопределенный (то есть «математическая бесконечность») по-прежнему конечный и может быть только конечным . Генон берёт в качестве другого примера распространенное смешение вечности, которая соответствует времени, продолжающемуся бесконечно, и вечности, которая соответствует преодолению временного состояния. Его «Бесконечность» подразумевает отсутствие какого-либо предела и, следовательно, нет ничего, к чему можно было бы стремиться . В частности, ряд чисел, 1, 2, 3, …, {\displaystyle n}, …, не стремится к бесконечности, а неограниченно растет .
Арифметика когда-то была священной наукой, и Генон утверждает, что современные люди стали игнорировать понятие числа, не только в его символическом смысле, как его понимают в пифагореизме или каббале, но также и в его просто количественном понимании, заменив номер на номер, который является только «одеждой» числа. То есть появление конвенционализма обусловило появление всевозможных терминов и символов, отделённых от любого реального значения. Генон приводит несколько примеров:
- отрицательные числа, которые не являются числами, потому что нет числа «меньше ноля». Это всего лишь результат невозможных вычитаний. Это интерпретация того случая, когда измеряемая величина, вероятно, будет отсчитываться в двух противоположных направлениях, например, при измерениях на линии, разделенной на две полу-линии: справа расстояния считаются положительными, слева отрицательными, но это только условность[23].
- «дробные или рациональные числа», {\displaystyle {\frac {a}{b}}}, в противопоставлении иррациональным числам (√2 или π) . Генон напоминает, что эти величины введены только потому, что число 1 было выбрано по причинам, не связанным с арифметикой, в качестве единицы длины линии, например, для того, чтобы можно было измерить все другие длины по отношению к ней. Но непрерывные величины делятся до бесконечности, что требует введения этих дробных чисел и даже иррациональных чисел, потому что множества рациональных чисел недостаточно, чтобы заполнить промежутки между точками, содержащимися в линии [24].
- мнимые числа могут быть очень полезными для практических целей и даже поддаются геометрическому представлению, но соответствуют только невозможным арифметическим операциям: квадратные корни отрицательных чисел[23] .

В священной арифметике каждое число имеет символическое значение. Генон подробно описал символику числа три в книге «Великая триада». Генон напоминает значение символа числа один, как дающего начало всем остальным числам в арифметике . Таким образом, термин «единство», введённый Геноном в его книге Множественные состояниях бытия и несущий смысл происхождения всех вещей, является синонимом понятия «Быть», а единство, неделимое и не имеющее частей, обладает всеми аспектами божественности. Оно также относится к уникальности существования, то есть всех явлений, которые существуют.
Генон пишет, что принцип действия-противодействия (или третий закон Ньютона), как и все законы сохранения, не выполняется, так как эти принципы — частные и относительные случаи общего закона равновесия сил природы, связаны с «уникальностью» существования и являются следствием единства принципа существования . Он делает вывод, что и здесь современные ученые больше не осознают значения математических знаков, написав, что баланс между двумя силами {\displaystyle {\vec {\mathrm {F} }}_{\mathrm {A/B} }=-{\vec {\mathrm {F} }}_{\mathrm {B/A} }} составляет {\displaystyle {\vec {\mathrm {F} }}_{\mathrm {A/B} }+{\vec {\mathrm {F} }}_{\mathrm {B/A} }={\vec {0}}} поэтому обозначается 0, а ноль связан с непроявленным, в то время, как единство сил в проявленном мире должно символизироваться единицей {\displaystyle n\times n'=1} . Это единство, в котором пребывает равновесие, и есть то, что даосизм называет «Неизменная середина» и, по мнению Генона, этот баланс или эта гармония есть в центре каждого состояния, и в каждой модальности бытия отражена «Активность Неба» , а все законы инвариантности физики проявляются только как очень частные случаи .
Что касается 0, то Генон заявляет, что это никоим образом не число, а, наоборот, символ отсутствия количества. Дело вовсе не в ничто, а, напротив, в том, что находится за пределами количества. Таким образом, ноль символизирует Небытие, Непроявленное подобно тишине или пустоте, которая бесконечно больше Проявленного . Он снова утверждает, что математические обозначения, кажется, утратили это значение, в качестве примера беря ряд: 0 … … {\displaystyle {\frac {1}{4}}}, {\displaystyle {\frac {1}{3}}}, {\displaystyle {\frac {1}{2}}}, 1, 2, 3, … … {\displaystyle {\infty }}.
Символ {\displaystyle {\infty }} никоим образом не представляет собой число или бесконечность, но несёт смысл «неопределенно большой». Точно так же символ 0 (который не может соответствовать нулю как отсутствию количества) не может быть нулевым числом, которое было бы последним членом в убывающем направлении, которое не может иметь никакого места в этом ряду числовых величин, но представляет собой «бесконечно уменьшающийся». Доказательство того, что оно не может быть определённым числом, состоит в том, что равноотстоящие члены всегда удовлетворяют {\displaystyle {\frac {1}{n}}\times n=1}, в то время как выражение {\displaystyle 0\times \infty } напротив, является неопределенной формой.
Поэтому Генон делает вывод о том, что не может быть бесконечных чисел: множество всех чисел не может составлять число, это неисчислимое множество, которое превосходит любое число и которое нельзя представлять как «коллекцию» . С другой стороны, можно представить себе различные неопределенности и разный порядок и, следовательно, целую иерархию в этих порядках неопределенности. В трансфинитах, введенных Георгом Кантором, Генон видит не числа, а средства иерархизации этих индефинитов . Генон делает вывод о том, что подобные термины в современной математике утратили всякую логику и трансцендентный смысл .

## Понятие предела
Некоторые проблемы, связанные с исчислением бесконечно малых, как раз и связаны с тем, что неопределенность, связанная с непрерывными величинами, не того порядка, что неопределенность с разрывными величинами. Например, для дискретной величины, представленной рядом 1, 2, 3, …, {\displaystyle n}, …, может быть только вопрос о возрастающей неопределенности, потому что единство неделимо. С другой стороны, для непрерывной величины можно рассматривать бесконечно возрастающие величины как бесконечно убывающие величины: закон непрерывности точно подразумевает, что непрерывные величины бесконечно делятся. Именно это побудило Лейбница ввести свое понятие бесконечно малая . Для Генона эти величины не имеют ничего общего с бесконечностью, а являются наиболее малыми неопределенными величинами, а идея неопределенного всегда предполагает известную неопределенность и, следовательно, идею «… чего-то непостоянного и неизменного». Генон настаивает на том, что эти величины, таким образом, являются переменными величинами, которые никогда не могут стать строго нулевыми и не могут стремиться к точкам, которые никоим образом не являются элементами или частями прямой. Эти бесконечно малые переменные величины должны иметь возможность становиться сколь угодно малыми, чтобы погрешность вычислений можно было считать пренебрежимо малой. Это не фиксированные величины, и Генон замечает, что Лейбниц временно допустил ошибку, оправдывая существование этих величин. По Генону эти величины можно сравнивать с «песчинками» по отношению к земле или тверди, когда песчинка является фиксированным количеством , и, поскольку континуум неисчерпаем, эти «бесконечно малые никогда не будут стремиться к нулю». Таким образом, Генон заявляет, что неопределенное аналитически неисчерпаемо. Итак, по Генону, ряд чисел {\displaystyle n} никогда не остановится на бесконечном числе потому, что мы всегда можем добавить единицу к любому числу. Ряд {\displaystyle {\frac {1}{n}}} никогда не будет стремиться к нулю, потому что всегда будет следующий член для каждой величины".
Тогда в основе исчисления бесконечно малых лежит не строгий метод, где пределы достигнуты, как считал Лейбниц, а приблизительный метод, как считал Генон. Лейбниц всегда был убежден, что его метод строг, и до конца жизни пытался оправдать свой формализм, но так и не преуспел.

Последовательные приближения диска внутренними правильными многоугольниками, для от 3 до 10. Предельный переход, который позволил бы перейти к кругу, предполагает разрыв, качественное изменение состояния.

Генон утверждает: исчисление бесконечно малых строго обосновано, но для его доказательства необходимо понять качественный смысл предельного перехода. Более того, Генон показывает, как этот предельный переход может служить символом духовного преображения, то есть перехода от одной модальности бытия к другой высшей, при этом Генона интересует не математический расчет конкретных пределов (проблема, детально изучаемая математиками), а онтологическая проблема, связанная с достижением предела функцией.
Генон приводит пример интеграл: если мы знаем первообразную функции, её интегрирование представляет собой синтетический акт, осуществляемый однажды, который одновременно охватывает все элементы подлежащей вычислению суммы, не предполагая этим никоим образом раздельного рассмотрения её элементов, что во всяком случае невозможно, так как эти элементы находятся в неопределенном множестве. Отсюда по Генону следует, что пределы исчисления бесконечно малых существуют, но не могут быть достигнуты аналитически: «неопределенность не может быть достигнута постепенно, но может быть понята в целом с помощью одной из трансцендентных операций, интегрирование которых дает нам тип в математическом порядке».
Генон считает истинной концепцией предельного перехода следующее:

Предел не может быть достигнут в варианте и в качестве его условия; это не последнее из значений, которое должна принимать переменная […]
Таким образом, предел не принадлежит ряду последовательных значений переменной; он находится вне этого ряда, и вот почему […] «предельный переход» по существу предполагает разрыв […] Предел переменной должен действительно ограничивать, в общем смысле этого слова, неопределенность возможных состояний или модификаций, участвующих в определении этой переменной[…]Не может быть и речи об исчерпании этой неопределенности самим ходом образующего её варьирования; на самом деле речь идет о выходе за пределы этой вариации, в которой не находится предела, и именно этот результат получается не аналитически и постепенно, а синтетически и сразу, как бы «внезапно» способом, который переводит возникающую тогда прерывность в переход от переменных величин к постоянным величинам. Предел по существу принадлежит к области фиксированных количеств: вот почему «переход к пределу» логически требует одновременного рассмотрения в количестве двух различных модальностей, как бы наложенных друг на друга; тогда это не что иное, как переход к высшей модальности, в котором полностью реализуется то, что в низшей модальности существует только в состоянии простой тенденции..

Эта концепция предела прямо символизирует то, что Генон называет метафизической или духовной реализацией бытия и состоит в переходе в высшее состояние бытия, от одной модели существования к другой. Более конкретно, функции и область переменных могут символизировать область становления, в частности область временного, в которой развивается человеческая индивидуальность. Переход к пределу и к фиксированным величинам соответствует переходу «вне времени где все неизменно и что соответствует первой ступени духовного пути», как это было объяснено в работе Генона «Восточная метафизика».
В заключение он поясняет, что книга служит иллюстрацией того, как специальная наука в сакральной перспективе (здесь математика) может служить опорой для созерцания, чтобы подняться к знанию более высокого порядка.